# Paz de Vestfália

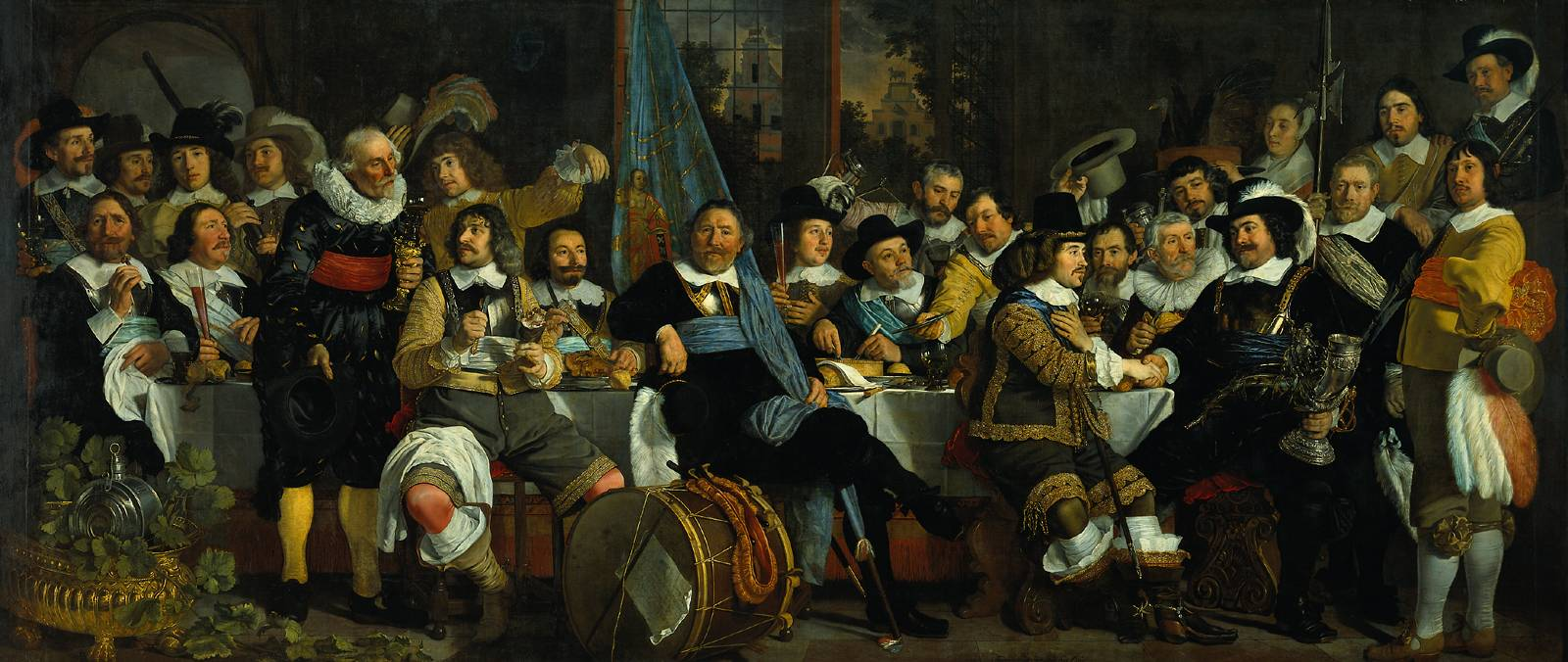
Banquete da Guarda Civil de Amsterdã em celebração da Paz de Münster de Bartholomeus van der Helst, 1648

A chamada Paz de Vestfália (ou de Vestefália, ou ainda Westfália), também conhecida como os Tratados de Münster e Osnabruque (ambas as cidades atualmente na Alemanha), designa uma série de tratados que encerraram a Guerra dos Trinta Anos e também reconheceram oficialmente as Províncias Unidas e a Confederação Suíça. O Tratado Hispano-Neerlandês, que pôs fim à Guerra dos Oitenta Anos, foi assinado no dia 30 de janeiro de 1648 (em Münster). Já o tratado de Vestfália, assinado em 24 de outubro de 1648, em Osnabruque, entre Fernando III, Imperador Romano-Germânico, os demais príncipes alemães, o Reino da França e a Suécia, pôs fim ao conflito entre estas duas últimas potências e o Sacro Império. O Tratado dos Pirenéus (1659), que encerrou a guerra entre França e Espanha, também costuma ser considerado parte da Paz de Vestfália.
Este conjunto de diplomas inaugurou o moderno sistema internacional, ao acatar consensualmente noções e princípios, como o de soberania estatal e o de Estado-nação. Embora o imperativo da paz tenha surgido em decorrência de uma longa série de conflitos generalizados, surgiu com eles a noção embrionária de que uma paz duradoura derivava de um equilíbrio de poder, noção essa que se aprofundou com o Congresso de Viena (1815) e com o Tratado de Versalhes (1919). Por essa razão, a Paz de Vestefália costuma ser o marco inicial do Direito Internacional clássico e uma das bases de estudo das Relações Internacionais.
A Paz de Westfalia estabeleceu os princípios que caracterizam o estado moderno, destacando-se a soberania, a igualdade jurídica entre os estados, a territorialidade e a não intervenção.
As negociações de paz, após as conversações iniciais, foram realizadas nas cidades de Münster e Osnabruque como uma alternativa favorecida pela Suécia, enquanto que Hamburgo e Colônia eram as alternativas francesas. As duas localidades eram necessárias, pois líderes protestantes e católicos recusavam reunir-se (os protestantes ficaram em Osnabruque, os católicos em Münster).

## Principais resultados
- A Paz de Praga foi incorporada à paz de Vestfália (que incorporava, por sua vez, a Paz de Augsburgo). Os calvinistas foram reconhecidos internacionalmente e o Édito da Restituição foi, de novo, rescindido. A primeira Dieta de Speyer foi aceite internacionalmente.
- Procederam-se aos seguintes ajustes de território:
  - A França recebeu as dioceses de Metz, Toul, Verdun (os designados Três Bispados) e toda a Alsácia, exceto Estrasburgo e Mulhouse. Também ganhou o direito de voto na Dieta Imperial alemã (Reichstag);
  - A Suécia recebeu a Pomerânia Ocidental e as dioceses de Bremen e Stettin. Ganhou o controle da desembocadura dos rios Oder, Elba e Weser, bem como o direito de voto na Dieta Imperial alemã;
  - A Baviera recebeu o direito de voto no Conselho Imperial de Eleitores (que selecionava o imperador);
  - Eleitorado de Brandemburgo (mais tarde, Reino da Prússia) recebeu a Pomerânia Oriental e as dioceses de Magdeburgo e Halberstadt, cujo primeiro governante secular foi o representante do Eleitor de Brandemburgo, Joachim Friedrich von Blumenthal;
  - Reconheceu-se a completa independência da Suíça (curiosamente, a própria Suíça não é signatária da Paz de Vestfália);
  - Reconheceu-se a independência da República das Sete Províncias Unidas dos Países Baixos (antes da sua revolta, um século antes, havia sido possessão da Casa de Habsburgo e, portanto, da Espanha);
  - Os diversos estados alemães independentes (cerca de 360) receberam o direito de conduzir a sua própria política externa, mas lhes era vedado cometer atos de guerra contra o imperador. O Império, como um todo,  reservava-se o direito de fazer a guerra e de celebrar tratados;
  - A eleição de imperador  vivente imperatore (i.e., a seleção do monarca seguinte com o seu antecessor ainda vivo) foi proibida;
  - O Palatinado (Pfalzgrafschaft bei Rhein, em alemão) foi dividido entre o eleitor palatino Carlos Luís (filho e herdeiro de Frederico V) e o eleitor-duque Maximiliano da Baviera (ou seja, entre protestantes e católicos). Carlos Luís ficou com a porção ocidental, próximo ao Reno (inclusive a região posteriormente chamada de Palatinado Renano e a área em torno de Heidelberg), e Maximiliano manteve o Alto Palatinado (no que é hoje o norte da Baviera).

A maior parte do tratado pode ser atribuída ao trabalho do cardeal Jules Mazarin, que era à época o governante de facto da França. A França também saiu da guerra em uma posição muito melhor do que as outras potências, sendo capaz de ditar boa parte do tratado.

## Consequências para a Europa

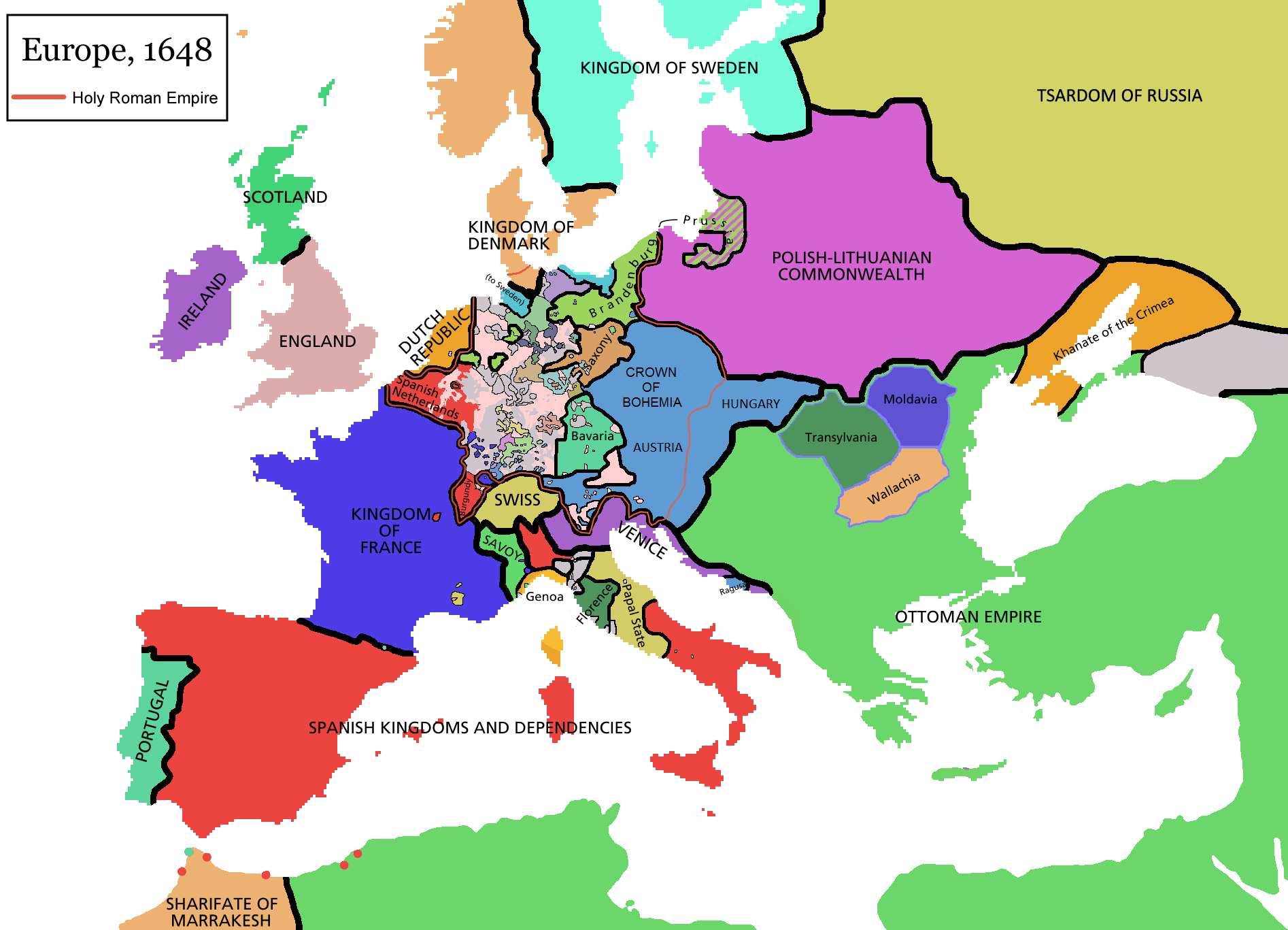
Europa em 1648, após o Tratado de Vestfália. A área em cinza representa os estados germânicos do Sacro Império

As consequências do tratado foram muito abrangentes. Dentre outras, os Países Baixos ficaram independentes da Espanha, terminando-se com a Guerra dos Oitenta Anos; a Suécia ficou com a Pomerânia, Wismar, Bremen e Werden. O poder dos imperadores romano-germânicos foi irreparavelmente abalado e os governantes dos estados germânicos voltaram a gozar da prerrogativa de determinar a religião oficial dos seus territórios. O tratado deu reconhecimento legal aos calvinistas. Grandes potências emergiram: as  Sete Províncias Unidas dos Países Baixos, o Reino Unido, o Império Sueco e a França. O poderio da Suécia foi, contudo, de pouca duração.

## Relevância histórica

A Alemanha após o Tratado de Vestfália

A Paz de Vestfália é frequentemente apontada como o marco da diplomacia moderna, pois deu início ao sistema moderno de Estados-nação. Pela primeira vez reconheceu-se a soberania de cada um dos Estados envolvidos. As guerras posteriores ao acordo não mais tiveram como causa principal a religião, mas giravam em torno de questões de Estado. Isto permitiu que potências católicas e protestantes pudessem se aliar, provocando grandes inflexões no alinhamento dos países europeus.
Também fortaleceu as divisões internas no território da atual Alemanha, impedindo-a de formar um Estado-nação unido, o que perdurou até o final do século XIX.
Outro resultado importante do tratado foi ter colocado por terra a ideia de que o Sacro Império Romano-Germânico pudesse dominar secularmente o Mundo Cristão por inteiro. A afirmação da soberania do Estado-nação inviabilizou a pretensão de que o Sacro Império teria a primazia sobre (e deveria englobar) toda a Cristandade.

### Portugal
A diplomacia portuguesa da Restauração tinha como grandes objetivos o reconhecimento da legitimidade de D. João IV, do carácter irreversível da independência e soberania de Portugal e a manutenção dos territórios ultramarinos. Portugal procurou participar no Congresso, ainda que não tivesse sido uma potência beligerante, uma vez que este definiria a nova ordem europeia. Espanha opôs-se firmemente a tal desiderato, sob ameaça de abandonar as negociações. Ainda que não tenham chegado a ser acreditados, os emissários portugueses mantiveram uma ampla atividade diplomática, com múltiplos contactos com os participantes à margem do congresso, promovendo a causa portuguesa.
A coroa portuguesa indicou diversos Plenipotenciários que deveriam participar no Congresso de Vestefália, nomeadamente D. Luís de Portugal, num primeiro momento nomeado como emissário à Suécia, que viria a viajar junto da comitiva sueca a Vestefália, bem como Rodrigo Botelho de Morais, Luís Pereira de Castro, Francisco de Andrade Leitão, e Cristóvão Soares de Abreu, que foram indicados para diferentes postos em Münster e Osnabrück, com o objetivo de representarem a coroa portuguesa no Congresso. No entanto nenhum destes diplomatas viria a ter acesso às conferências, sobretudo devido à forte oposição espanhola à participação portuguesa no Congresso (devido à guerra da Restauração), limitando-se a exercer uma ampla atividade diplomática à margem do congresso, em defesa dos interesses portugueses.
Com efeito, a correspondência dos representantes portugueses indicados para Vestefália, bem com dos diplomatas acreditados nos países aliados a Portugal (França, Holanda e Suécia), revela uma intensa atividade diplomática no sentido de tentar garantir o seu interesse pela causa portuguesa, no contexto do equilíbrio europeu que se estava a negociar. Era uma teia que passava pela ação concertada entre os diplomatas envolvidos nos diferentes processos.
Portugal pretendia ser parte de um acordo geral de paz, vendo assim reconhecida a sua recém-readquirida independência, contando sobretudo com o apoio da França, ainda que se saiba hoje que o primeiro-ministro francês, Cardeal Mazarino, tenha instruído os seus diplomatas no sentido de que a “questão portuguesa” não deveria bloquear a paz que deveria sair de Vestefália.

## Visões contemporâneas

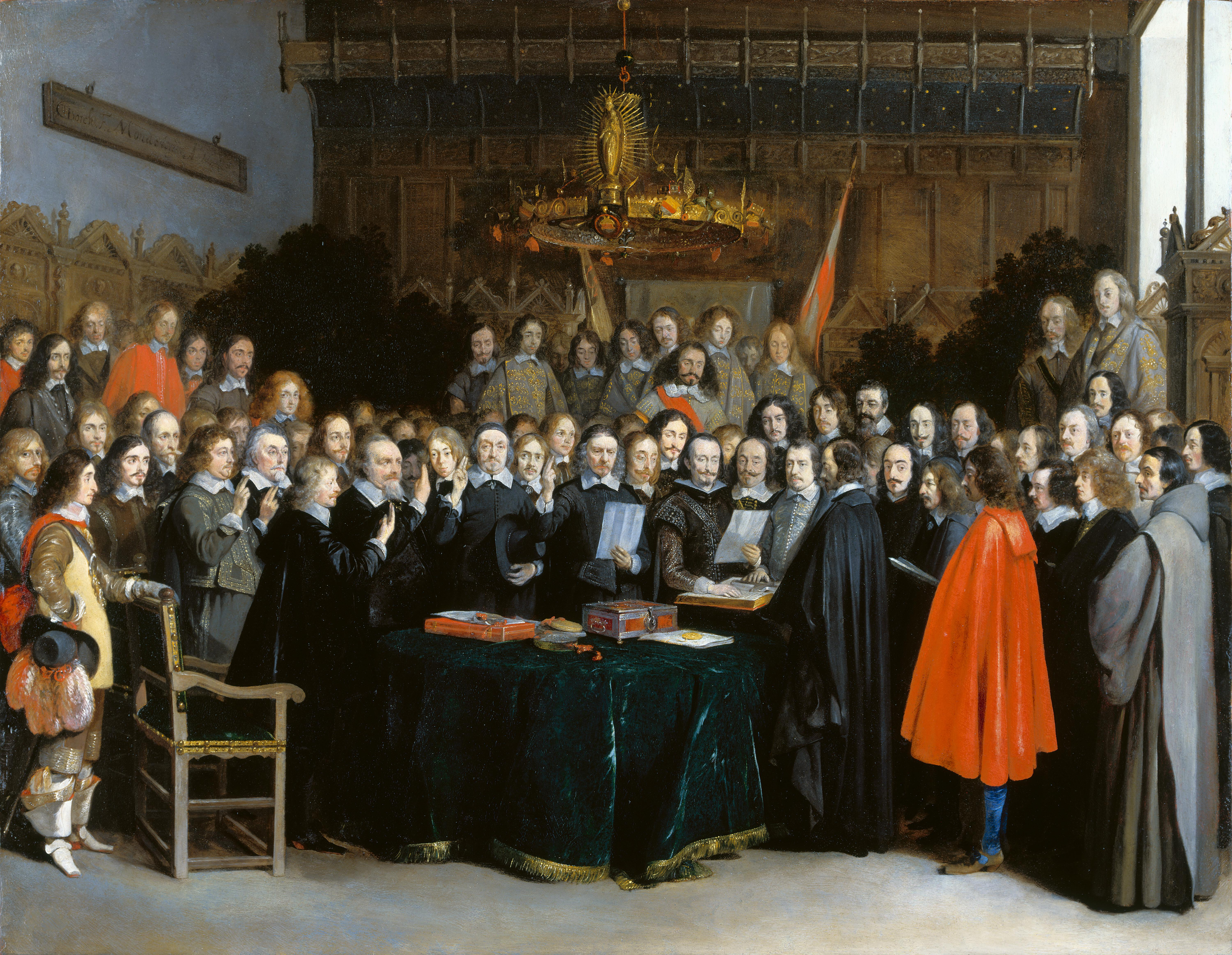
Ratificação do Tratado de Münster (1648), que inaugurou o moderno sistema internacional, ao acatar princípios como a soberania estatal e o Estado-nação de Gerard Terborch

Em 1998, no Simpósio sobre a Relevância política da Paz de Vestfália, ou Paz de Vestfália de 1648, o Secretário General da OTAN, Javier Solana,  disse que "humanidade e democracia [foram] dois princípios essencialmente irrelevantes à ordem original de Vestfália" e, como crítica, comentou que "o sistema de Vestfália tinha seus limites. Primeiramente, o princípio da soberania, do qual o sistema dependia, também produzia as bases para a rivalidade e não uma comunidade de Estados; exclusão, não integração".
Em 2000, o Ministro de Assuntos Estrangeiros da Alemanha, Joschka Fischer, em seu discurso proferido na Universidade Humboldt, em Berlim, argumentou que o sistema de políticas europeias estabelecido por Vestfália era obsoleto: "O centro da concepção de Europa pós-1945 era e ainda é uma rejeição do princípio do equilíbrio de poder e das ambições hegemônicas de cada Estado que emergiram seguindo a Paz de Vestfália em 1648, uma rejeição a qual tomou forma de malha fina de interesses e a transferência de direitos soberanos de Estado-nação para instituições supranacionais europeias".
Como consequência dos ataques de 11 de março de 2004, em Madrid, a rede Al-Qaeda também declarou que "o sistema internacional construído pelo Ocidente desde o Tratado de Vestfália entrará em colapso, e um novo sistema internacional ascenderá, sob a liderança de um poderoso Estado islâmico".
Também tem sido frequentemente alegado que a atual globalização implica uma evolução do sistema internacional que vai além da soberania do Estado Vestfaliano.[carece de fontes?]

## Interpretações alternativas
A interpretação tradicional da Paz de Vestfália como marco fundamental de um sistema baseado em preceitos seculares de convívio e regulação de Estados-nação têm sido alvo de interpretações alternativas que questionam as inovações e os efeitos dos tratados.
O internacionalista Diego Santos Vieira de Jesus questionou três aspectos dos impactos atribuídos aos tratados: seu caráter de marco histórico do sistema corrente de Estados-nação, os princípios de autonomia e de territorialidade do modelo westfaliano de relações internacionais e a transição para uma modernidade mais tolerante. Para o pesquisador, o que a Paz de Westfália fez foi consagrar uma ordem cooperativa legal de entidades autônomas não-soberanas que estabeleceu a paz e não a autodeterminação, causando o nascimento de uma concepção em que as diferenças são a causa de desordens e sua tolerância é fruto da busca pelo equilíbrio de poder, e não do reconhecimento da diversidade.

Outra interpretação alternativa foi apresentada por Stephen Krasner ao questionar a permanência do modelo de Estado soberano na modernidade. Para Krasner os Estados frequentemente agiram de maneira inconsistente com o modelo, seja por aceitar restrições à sua própria autonomia ou impô-las a outros. Como em convenções internacionais, onde Estados hegemônicos se utilizam de coerções e sanções para impor sua política doméstica a outras nações, de maneira que os princípios de soberania acabam questionados e ignorados e a soberania das nações recorrentemente violada.